# Saphir
Xa-phia (hay Lam ngọc, sapphire trong tiếng Anh, saphir trong tiếng Pháp) là dạng tinh thể đơn của nhôm oxide (Al2O3) (corundum). Xa-phia tồn tại ngoài tự nhiên dưới dạng đá quý hoặc được chế tạo dành cho nhiều ứng dụng.
Xa-phia bao gồm tất cả các dạng đá quý thuộc nhóm khoáng chất corundum ngoại trừ hồng ngọc. 
Nhóm corundum bao gồm các dạng oxide nhôm tinh khiết. Áp suất và nhiệt độ lòng đất làm cho oxide nhôm kết tinh thành những viên đá quý đẹp màu trắng. Hàm lượng các tạp chất khác nhau trong xa-phia như sắt và crôm làm cho nó các sắc xanh, đỏ, vàng, hồng, tím, da cam hoặc lục nhạt.
Hồng ngọc cũng thuộc nhóm corundum. Trong nhiều năm, các chuyên gia đã tranh luận về chuyện những loại đá gì được gọi là xa-phia cho đến khi thống nhất được rằng corundum đỏ sẽ được gọi là hồng ngọc (ruby) còn corundum với tất cả các màu khác sẽ được gọi là "xa-phia".